# Gajusz Skryboniusz Kurion (pretor 121 p.n.e.)
Gaius Scribonius Curio (ur. między 162 a 157 p.n.e., zm. ok. 110 p.n.e.) – znakomity mówca i polityk z II w. p.n.e., pretor w 121 p.n.e. Dla odróżnienia od swego syna i wnuka zwany jest Kurionem-dziadkiem (avus).
Gajusz Skryboniusz Kurion był pretorem w 121 p.n.e. Bronił Serwiusza Fulwiusza Flakkusa, konsula w 135 p.n.e., oskarżonego o kazirodztwo (de incestu), być może w związku z oskarżeniem o złamanie ślubów czystości grupy westalek. Cyceron uznawał go za najwybitniejszego mówcę swoich czasów, lecz w jego czasach już zapomnianego. Wymienił go wśród takich mówców jemu współczesnych jak: Marek Skaurus, Publiusz Rutyliusz i Gajusz Grakchus. Był ojcem Gajusza Skryboniusza Kuriona, konsula w 76 p.n.e. uznawanego przez Cycerona również za wybitnego mówcę. Zmarł, gdy jego syn był jeszcze chłopcem.

## Źródła
- Cyceron: Brutus, czyli o sławnych mówcach. Przełożyła, wstępem i przypisami opatrzyła Magdalena Nowak. Warszawa: Prószyński i S-ka, 2008. ISBN 978-83-7469-809-2. Brak numerów stron w książce